# Faridkot
Faridkot è una città dell'India di 71.986 abitanti, capoluogo del distretto di Faridkot e della divisione di Faridkot, nello stato federato del Punjab. In base al numero di abitanti la città rientra nella classe II (da 50.000 a 99.999 persone).

## Geografia fisica
La città è situata a 30° 40' 0 N e 74° 45' 0 E e ha un'altitudine di 195 m s.l.m..

## Società

### Evoluzione demografica
Al censimento del 2001 la popolazione di Faridkot assommava a 71.986 persone, delle quali 37.900 maschi e 34.086 femmine. I bambini di età inferiore o uguale ai sei anni assommavano a 9.021, dei quali 4.964 maschi e 4.057 femmine. Infine, coloro che erano in grado di saper almeno leggere e scrivere erano 48.128, dei quali 27.056 maschi e 21.072 femmine.